# 646 Kastalia
646 Kastalia eller 1907 AC är en asteroid i huvudbältet, som upptäcktes 11 september 1907 av den tyska astronomen August Kopff i Heidelberg. Den är uppkallad efter Kastalia i den grekiska mytologin.
Asteroiden har en diameter på ungefär 8 kilometer.